# Entoloma subg. Clitopiloides
Entoloma subg. Clitopiloides, wie die Gattung Entoloma auch Rötlinge genannt, ist eine Untergattung aus der Gattung der Rötlinge, die in die beiden Sektionen Clitopiloides und Sericeoidea gegliedert ist.
Die Typusart ist der Geripptblättrige Rötling (Entoloma costatum).

## Merkmale
Die Fruchtkörper haben einen räslings- oder trichterlingsartigen Habitus und einen hygrophanen Hut. Die Trama besteht aus langen, zugespitzten Elementen.

## Systematik
Im Jahre 1978 beschrieb Henri Romagnesi die Untergattung Clitopiloides aus der Gattung Rhodophyllus. Machiel E. Noordeloos stellte das Taxon 1992 in die Gattung Entoloma.

### SektionClitopiloides
Die Sektion Clitopiloides umfasst Fruchtkörper mit unbehaarten, hygrophanen Hüten und intrazellulärem Pigment. Cheilozystiden fehlen. Schnallen an den Hyphensepten sind vorhanden oder fehlen.
- Geripptblättriger Rötling – Entoloma costatum (Fries 1821 : Fries 1821) P. Kummer 1871
- Spitzstieliger Rötling – Entoloma turbidatum Britzelmayr 1891

### SektionSericeoidea
Die Sektion Sericeoidea umfasst Fruchtkörper mit trichterlingsartigem Habitus. Der genabelte Hut ist unbehaart, faserig-filzig oder schuppig. Das Pigment in der Hutdeckschicht ist intrazellulär und inkrustierend. Cheilozystiden sind häufig vorhanden. Schnallen sind vorhanden oder fehlen.
- Entoloma enderlei Noordeloos 2004
- Falscher Trichterlings-Rötling – Entoloma pseudosericeoides Hausknecht & Noordeloos 1998
- Entoloma riedheimense Noordeloos & Enderle 1995 (beschrieben als riedheimensis)
- Trichter-Glöckling – Entoloma sericeoides (J.E. Lange 1940) Noordeloos 1980